# Taty Mbungu
Taty Mbungu (Léopoldville, 1º ottobre 1954 – Parigi, 27 luglio 2022) è stato un calciatore della Repubblica Democratica del Congo.

## Carriera
Con la Nazionale zairese vinse la Coppa delle Nazioni Africane del 1974 che si disputò in Egitto.

## Palmarès

### Nazionale
- Coppa d'Africa: 1

Egitto 1974